# Hybauchenidium
Genre
Hybauchenidium est un genre d'araignées aranéomorphes de la famille des Linyphiidae.

## Distribution
Les espèces de ce genre se rencontrent en écozone holarctique.

## Liste des espèces
Selon World Spider Catalog (version 23.0, 17/06/2022) :
- Hybauchenidium aquilonare (L. Koch, 1879)
- Hybauchenidium cymbadentatum (Crosby & Bishop, 1935)
- Hybauchenidium ferrumequinum (Grube, 1861)
- Hybauchenidium gibbosum (Sørensen, 1898)
- Hybauchenidium mongolense Heimer, 1987

## Systématique et taxinomie
Ce genre a été décrit par Holm en 1973 dans les Erigonidae.

## Publication originale
- Holm, 1973 : « On the spiders collected during the Swedish expeditions to Novaya Zemlya and Yenisey in 1875 and 1876. » Zoologica Scripta, vol. 2, no 2/3, p. 71-110.